# 페테르족제비여우원숭이
페테르족제비여우원숭이(Lepilemur petteri)는 마다가스카르에서 발견되는 족제비여우원숭이의 일종이다. 꼬리 길이는 22 ~ 25 cm이고, 전체 몸 길이가 약 40 ~ 54 cm로 가장 작은 족제비여우원숭이들 중의 하나이다. 페테르족제비여우원숭이는 마다가스카르 남서부에서 발견되며, 마른 가시가 있는 숲, 그리고 일부는 대상림(帶狀林)에서 서식한다.